# Brigitte Plateau

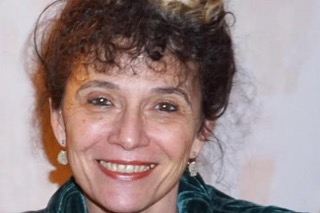
Brigitte Plateau

Brigitte Plateau (* 12. März 1954 in Paris) ist eine französische Informatikerin  und Universitätspräsidentin.
Sie ist seit 1988 Universitätsprofessorin am Grenoble INP und derzeit für die Strategie der europäischen Netzwerke zuständig, nachdem sie von 2012 bis 2017 Präsidentin der Gruppe der Ingenieurhochschulen Grenoble-INP war (die erste Frau in dieser Position).
Im Jahr 2014 war sie an der Gründung des Vereins AFDESRI (Association des femmes dirigeantes de l'enseignement supérieur, de la recherche et de l'innovation) beteiligt. Sie war auch dessen Präsidentin sowie die von Allistene (Alliance des sciences et technologies du numérique).
Im März 2020 wurde sie zur Präsidentin des Verbands Talents du Numérique gewählt. Dieser Verband bringt Hochschuleinrichtungen (u. a. Grenoble INP) und Unternehmen zusammen. Ihre Hauptaufgabe besteht darin, das Bewusstsein für die Zukunft der digitalen Ausbildung und Berufe zu schärfen und darüber nachzudenken.

## Karriere
Brigitte Plateau schloss ihr Studium an der École normale supérieure in Fontenay-aux-Roses mit einem Diplom in Mathematik (Schwerpunkt Wahrscheinlichkeit) ab. 1980 erwarb sie ein Postgraduierten-Diplom (DEA) in Informatik an der Universität Paris XI und 1984 promovierte sie in Informatik.
Sie forschte zunächst am CNRS und lehrte anschließend an der University of Maryland in den Vereinigten Staaten. 1988 wurde sie als Professorin an das polytechnische Institut Grenoble (Grenoble INP) berufen, wo sie für die Informatik-Hochschule École nationale supérieure d’informatique et de mathématiques appliquées (ENSIMAG) und das Labor für Computertechnik zuständig ist. Im Jahr 1999 gründete sie das Laboratoire informatique et distribution (Grenoble INP-UJF-CNRS), das sie bis 2004 leitete. Im Januar 2007 gründete sie das Laboratoire d'informatique de Grenoble, das dem Institut national de recherche en informatique et en automatique (INRIA) angegliedert ist. Ihre Forschungsarbeit konzentriert sich auf die Leistung von Computersystemen, insbesondere von verteilten und parallelen Systemen. Sie befasst sich mit der Modellierung von Wartesystemen, verteilten Algorithmen und massiv-parallelen Computern (Programmierung und Beobachtung). Sie ist Spezialistin für Hochleistungscomputer mit massiver Parallelität. Sie hat 35 Doktorarbeiten in diesen Bereichen geleitet.
Im Jahr 2010 wurde Brigitte Plateau Direktorin der Ensimag-Hochschule im Grenoble-INP. Im Februar 2012 wurde sie zur Präsidentin der Gruppe der Ingenieurhochschulen Grenoble-INP gewählt und ist damit die erste Frau in diesem Amt. Im Februar 2016 wurde sie für eine vierjährige Amtszeit wiedergewählt.
Im November 2014 wurde sie Präsidentin von AFDESRI, dessen Ziel es ist, gegen die gläserne Decke zu kämpfen, die Frauen im akademischen Bereich betrifft. Sie leitet auch Allistene und ist damit die erste weibliche Präsidentin einer Forschungsallianz.
Sie hat in nationalen wissenschaftlichen Gremien des CNRS, der Agence nationale de la recherche (ANR), des INRIA und des Ministeriums für Hochschulbildung und Forschung (Ministère de l'Enseignement supérieur et de la recherche MESR) mitgewirkt.
Auf der Ministerratstagung vom 11. Oktober 2017 wurde sie zur Generaldirektorin für Hochschulbildung und berufliche Integration im Ministerium für Hochschulbildung, Forschung und Innovation ernannt. Sie verließ dieses Amt im Juli 2019.

## Auszeichnungen
- 2011, Ritter der Ehrenlegion[3][5]
- 2012, Großer Preis der EADS Stiftung der Académie des sciences[5]
- 2015, Offizier des Verdienstordens Ordre national du Mérite[5]
- 2022, Mitglied der Académie des technologies[10]